# Melody Time
Melody Time (Tiempo de melodía en España, Ritmo y melodía en Hispanoamérica) es un largometraje animado de 1948 producido por Walt Disney y distribuido por RKO Radio Pictures. Es la décima película en el canon de Walt Disney Animation. Está compuesta de varios segmentos musicales que van desde la música popular hasta el folclore norteamericano, y es como Música maestro, una "película-paquete", por ser la unión de varios segmentos que no tienen relación entre sí. Es de igual forma, considerada como la versión contemporánea de Fantasía, planeada ambiciosamente, pero que demostró ser un fracaso comercial desde su estreno el 27 de mayo de 1948.

## Segmentos
- Juventud enamorada (Once Upon a Wintertime). El corto presenta a una joven pareja (Jenny y Joe) deslizándose en un trineo por un paisaje típico invernal, practicando patinaje sobre hielo en la segunda parte del corto. Parejas de animales como ardillas, pájaros y conejos los siguen por el paisaje nevado, estos últimos realizando las mismas acciones que los jóvenes. En cierto momento, los jóvenes pelean, y debido a la distracción, ella y los conejos caen al agua helada, salvándose gracias a la afortunada intervención de los pájaros, las ardillas y los caballos. La historia es cantada por Frances Langford, quien en la melodía destaca las virtudes de la temporada.
- El abejorro (Bumble Boogie). Se trata de la aventura surrealista de una abeja que trata de escapar de un frenesí musical y visual. La pieza de Freddy Martin y su orquesta, es una variación jazzística de la pieza para piano El vuelo del moscardón de Rimski-Kórsakov, una de las piezas que habían sido consideradas para incluir en Fantasia.
- La leyenda de Juanito Manzanas (The Legend of Johnny Appleseed). Cuenta la historia de Juanito Manzanas, quien pasó la mayor parte de su vida vagando por el Medio Oeste de los Estados Unidos y plantando manzanos, lo que le valió su famoso apodo.
- Aventura en alta mar (Little Toot). La secuencia, protagonizada por Silbatín (Little Toot), trata sobre un barquito remolcador de Nueva York que vive con su familia y quiere ser como su padre Big Toot, pero que se mete en problemas y causa algunos desórdenes. Sin embargo, gracias a su valentía salva a un barco de naufragar. La historia es cantada por The Andrews Sisters.
- Árboles (Trees). Fred Waring y los Pennsylvanians interpretan un poema del estadounidense Joyce Kilmer, cuyo tema son los árboles.
- Échale la culpa a la samba (Blame It On The Samba). Cantada por las Dinning Sisters, esta secuencia cuenta el aprendizaje del Pato Donald y José Carioca de la samba enseñada por Aracuan, el pájaro loco de Los tres caballeros de 1944, acompañado en el órgano por Ethel Smith.
- Roy Rogers y la historia de Pecos Bill (Roy Rogers and the Sons of the Pioneers and Pecos Bill). Este segmento que sirve como el final de la película sigue al famoso héroe de Texas, Pecos Bill, quien criado por coyotes, se convirtió en el mejor y más grande vaquero que jamás haya existido. También se presenta a su caballo Widowmaker, a quien este salvó de los buitres que intentaron comérselo. Luego este se convierte en el vaquero más famoso del folclore. La historia narra el desafortunado romance entre Bill y una hermosa vaquera llamada Sweet Slue Foot Sue, de quien se enamoró a primera vista, lo que hizo que Widowmaker estuviera tan celoso de Sue que la hizo quedarse literalmente varada en la luna en el día de su boda. Con el corazón roto, Bill abandona la civilización y se reúne con los coyotes que ahora le aúllan a la luna en honor a la pérdida de Bill. Este recuento presenta a Roy Rogers, Bob Nolan, el caballo del primero, Trigger, y los Hijos de los Pioneros quienes tras cantar «Blue Shadows» les cuentan la historia a Bobby Driscoll y Luana Patten, todo en una introducción actuada en vivo con fondos animados antes de pasar a la historia animada.

## Reparto
- Roy Rogers - Roy Roers, Narrado y Cantante (Pecos Bill).
- Trigger - Trigger el caballo más inteligente de las películas.
- Dennis Day - Narrador, Cantante, Juanito Manzanas y Ángel de Juanito (Juanito Manzanas).
- The Andrews Sisters - Cantantes (Aventura en alta mar).
- Fred Waring y los Pennsylvanians - Cantantes (Árboles).
- Freddy Martin - Compositor y arreglista (El abejorro).
- Ethel Smith - Organista (Échale la culpa a la samba).
- Frances Langford - Cantante (Juventud enamorada).
- Buddy Clark - Cantante y Narrador (Ritmo y melodía).
- Bob Nolan - Cantante y Narrador (Pecos Bill).
- Sons of the Pioneers - Cantantes y Narradores (Pecos Bill).
- The Dinning Sisters - Cantantes (Échale la culpa a la samba).
- Bobby Driscoll - Bobby Driscoll (Pecos Bill).
- Luana Patten - Luana Pattern (Pecos Bill).

## Doblaje
El doblaje en español  (1948) estuvo a cargo del mexicano Edmundo Santos. Este doblaje fue usado y distribuido en todos los países de habla hispana.
- Irving Lee - Maestro de ceremonias
- Irving Lee - Juanito Manzanas
- Las hermanas Julián - Trío ("Aventura en alta mar")
- Julio Lucena - Roy Rogers ("Pecos Bill")
- Trío Los 3 diamantes - Trío ("Sons of the Pioneers'")

### Redoblaje (1999)
Estuvo a cargo del mexicano Ricardo Tejedo, fue hecho en los estudios Sono-Mex Doblajes S.A.. Incluye las voces de:
- Maestro de ceremonias - Francisco Colmenero
- Maestro de ceremonias (canciones) - Mauricio Arróniz
- Juanito Manzanas - Jesús Barrero
- Viejo Colono - Blas García
- Ángel de Juanito - Carlos Águila
- Intérprete ("Aventura en alta mar") - Vicky Cordova
- Intérprete ("Aventura en alta mar") - Ofelia Guzmán
- Roy Rogers - Moisés Palacios
- Bobby Driscoll - Gabriel Ramos
- Luana Patten - Alondra Hidalgo
- Intérprete ("Échale la culpa a la samba") - Reyna Alpides

## Banda sonora
Las canciones de Melody Time están basadas en gran medida en la música y las interpretaciones musicales contemporáneas de la época.  «Blue Shadows on the Trail» fue elegida por la Asociación de Escritores del Oeste de Estados Unidos como una de las 100 mejores canciones del Oeste de todos los tiempos.
| N.º | Título en inglés            | Título en español             | Escritores                           | Intérpretes                             |
| --- | --------------------------- | ----------------------------- | ------------------------------------ | --------------------------------------- |
| 1   | «Melody Time»               | «Tiempo de melodía»           | George David Weiss y Bennie Benjamin | Buddy Clark                             |
| 2   | «Once Upon a Wintertime»    | «Juventud enamorada»          | Bobby Worth y Ray Gilbert            | Frances Langford                        |
| 3   | «Bumble Boogie»             | «El abejorro»                 | Nikolái Rimski-Kórsakov y Jack Fina  | Freddy Martin y su Orquesta y Jack Fina |
| 4   | «Johnny Appleseed»          | «Juanito Manzanas»            | Kim Gannon y Walter Kent             | Dennis Day                              |
| 5   | «Little Toot»               | «Aventura en alta mar»        | Allie Wrubel                         | The Andrews Sisters                     |
| 6   | «Trees»                     | «Árboles»                     | Joyce Kilmer y Oscar Rasbach         | Fred Waring y sus Pennsylvanians        |
| 7   | «Blame It On The Samba»     | «Échale la culpa a la samba»  | Ernesto Nazareth y Ray Gilbert       | Ethel Smith y The Dinning Sisters       |
| 8   | «Pecos Bill»                | «Pecos Bill»                  | Eliot Daniel y Johnny Lange          | Roy Rogers y The Sons of the Pioneers   |
| 9   | «Blue Shadows on the Trail» | «Sombras azules en el camino» | Eliot Daniel y Johnny Lange          | Roy Rogers y The Sons of the Pioneers   |

## Estrenos
- Brasil: 2 de julio de 1948.
- México: 4 de mayo de 1950.
- Suecia: 16 de abril de 1951.
- Italia: 6 de junio de 1951.
- Francia: 3 de agosto de 1951.
- Alemania: 9 de agosto de 1952.
- Finlandia: 17 de abril de 1953.